# Budimlić Japra
Budimlić Japra (en serbe cyrillique : Будимлић Јапра) est un village de Bosnie-Herzégovine. Il est situé dans la municipalité d'Oštra Luka et dans la république serbe de Bosnie. Selon les premiers résultats du recensement bosnien de 2013, il compte 180 habitants.

## Histoire
Avant la guerre de Bosnie-Herzégovine, le village faisait partie de la municipalité de Sanski Most ; après la guerre, il a été rattaché à la municipalité d'Oštra Luka nouvellement créée et intégrée à la république serbe de Bosnie.

## Démographie

### Évolution historique de la population dans la localité
| 1948 | 1953 | 1961 | 1971 | 1981 | 1991 | 2013 |
| ---- | ---- | ---- | ---- | ---- | ---- | ---- |
| -    | -    | 903  | 854  | 614  | 463, | 180  |

|  |

### Communauté locale
En 1991, la communauté locale de Budimlić Japra comptait 1 487 habitants, répartis de la manière suivante :